# 黑眉苇莺
黑眉苇莺（学名：Acrocephalus bistrigiceps）又名黑眉葦鶯，为苇莺科苇莺属的鸟类。它曾經被歸入「舊大陸鶯」的類群。這個物種最早由羅伯特·斯文豪於1860年物種描述。
该物种分布于柬埔寨、中国（含香港）、印度、印尼、日本、朝鲜、韩国、老挝、马来西亚、蒙古国、缅甸、尼泊尔、菲律宾、俄罗斯、新加坡、泰国、台湾和越南。在中国大陆，分布于华东、西至陕西和广西等地。该物种的模式产地在福建。
它繁殖於蒙古東部和俄羅斯東南部至中國東部和日本，並在東南亞過冬。
雙眉葦鶯與較常見且分佈廣泛的蘆葦鶯相似且關係密切。這種鳥類通常在未受干擾的蘆原中靠近地面覓食。像許多其他濕地鳥類一樣，由於棲地喪失，原生沼澤植被被稻田和魚塘取代，它的保護狀況令人擔憂。 